# Morze Celtyckie
Morze Celtyckie (ang. Celtic Sea, irl. An Mhuir Cheilteach, wal. Y Môr Celtaidd, korn. An Mor Keltek, bret. Ar Mor Keltiek, fr. La mer Celtique) – morze otwarte w północno-wschodniej części Oceanu Atlantyckiego, pomiędzy Irlandią a Półwyspem Kornwalijskim. Morze Celtyckie jest szeroko połączone z Morzem Irlandzkim poprzez Kanał Świętego Jerzego. Powierzchnia 45 tys. km², obejmuje całym swym obszarem szelf kontynentalny. Głębokość do 128 metrów. Wysokie pływy morskie, do 14,4 m w Kanale Bristolskim. Rozwinięta żegluga i rybołówstwo.
Główne porty: Bristol, Newport, Cardiff, Swansea (Wielka Brytania) i Cork (Irlandia).